# Силькеборг (коммуна)
Си́лькеборг (дат. Silkeborg Kommune) — датская коммуна в составе области Центральная Ютландия. Площадь — 864,89 км², что составляет 2,01 % от площади Дании без Гренландии и Фарерских островов. Численность населения на 1 января 2008 года — 87371 чел. (мужчины — 43430, женщины — 43941; иностранные граждане — 2811).

## История
Коммуна была образована в 2007 году из следующих коммун:
- Гьерн (Gjern)
- Силькеборг (Silkeborg)
- Тем (Them)
- Кьеллеруп (Kjellerup)

## Изображения

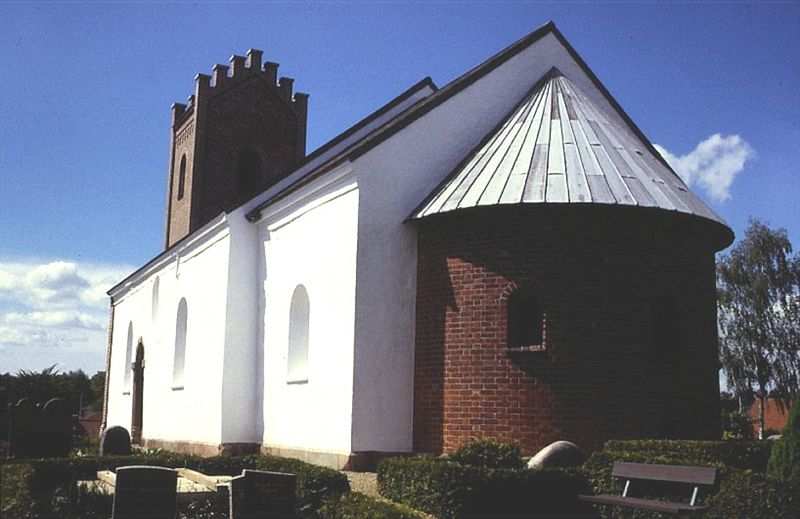
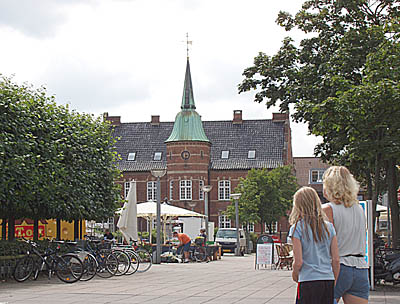

## Железнодорожные станции
- Лавен (Laven)
- Силькеборг (Silkeborg)
- Свайбек (Svejbæk)